# Paradise Lake (Washington)
Der Paradise Lake ist ein kleiner Süßwasser-See im Norden des King County im US-Bundesstaat Washington, etwa zwei Meilen (3,2 Kilometer) östlich von Woodinville. Der See besitzt keinen öffentlichen Zugang für das Wassern von Booten. Er entwässert in den Bear Creek, welcher bei Redmond in den Sammamish River mündet. Das Einzugsgebiet des Sees wird mit 979 Hektar angegeben.
Zu den im See vorkommenden Fischarten gehören Cutthroat-Forelle, Regenbogenforelle, und Rotlachs, außerdem Steinbarsch, Gemeiner Sonnenbarsch, Glasaugenbarsch, Forellenbarsch, Schwarzbarsch, Hecht und Amerikanischer Flussbarsch. Eine Angelerlaubnis ist erforderlich.
Der See wurde früher genutzt, um nicht-heimische Ochsenfrösche (Rana catesbeiana) für Restaurants zu züchten; eine große Population der Ochsenfrösche lebt immer noch im See. Im See lebt auch eine sehr seltene Schnecken-Art (Valvata mergella), die 1941 von W. J. Eyerdam, 1958 von B. R. Bales und 1995 von T. J. Frest und E. J. Johannes gesammelt wurde.
Die Wasserqualität im See wurde vom King County Department of Natural Resources and Parks 2003 als eutroph klassifiziert. Das Wasser wurde von 1996 bis 2008 von Freiwilligen beobachtet. Danach schwankte die Wassertemperatur zwischen 4 °C und 22 °C und die Temperaturschichtung im Sommer war stabil. Zwei signifikante Peaks der Algen-Population wurden Ende Mai und Ende September entdeckt, die überwiegend von Dinobryon und anderen Goldalgen verursacht wurden. Weitere beobachtete Arten gehörten zu den Cryptophyceae und den Diatomeen (insbesondere Asterionella formosa). Der Phosphat-Gehalt des Wassers war in den tieferen Bereichen aufgrund der Rücklösung aus dem Sediment signifikant höher als in den weniger tiefen Bereichen.